# Spannland
Spannland är en äldre måttenhet för areal. Ett spannland var den areal som en spann utsäde räckte till, d v s ett halvt tunnland.
1 spannland = 4 fjärdingsland = 16 kappland = 28 kannland = 2 468,3 m2.
1 kvistland, även kallat halvspannland, d v s 1 234,15 m2.
I Finland gällde 1 rök = 16 spannland, 39 492,8 m2.